# Sveriges herrlandskamper i fotboll 2009
Sveriges herrlandskamper i fotboll 2009.

## Matcher

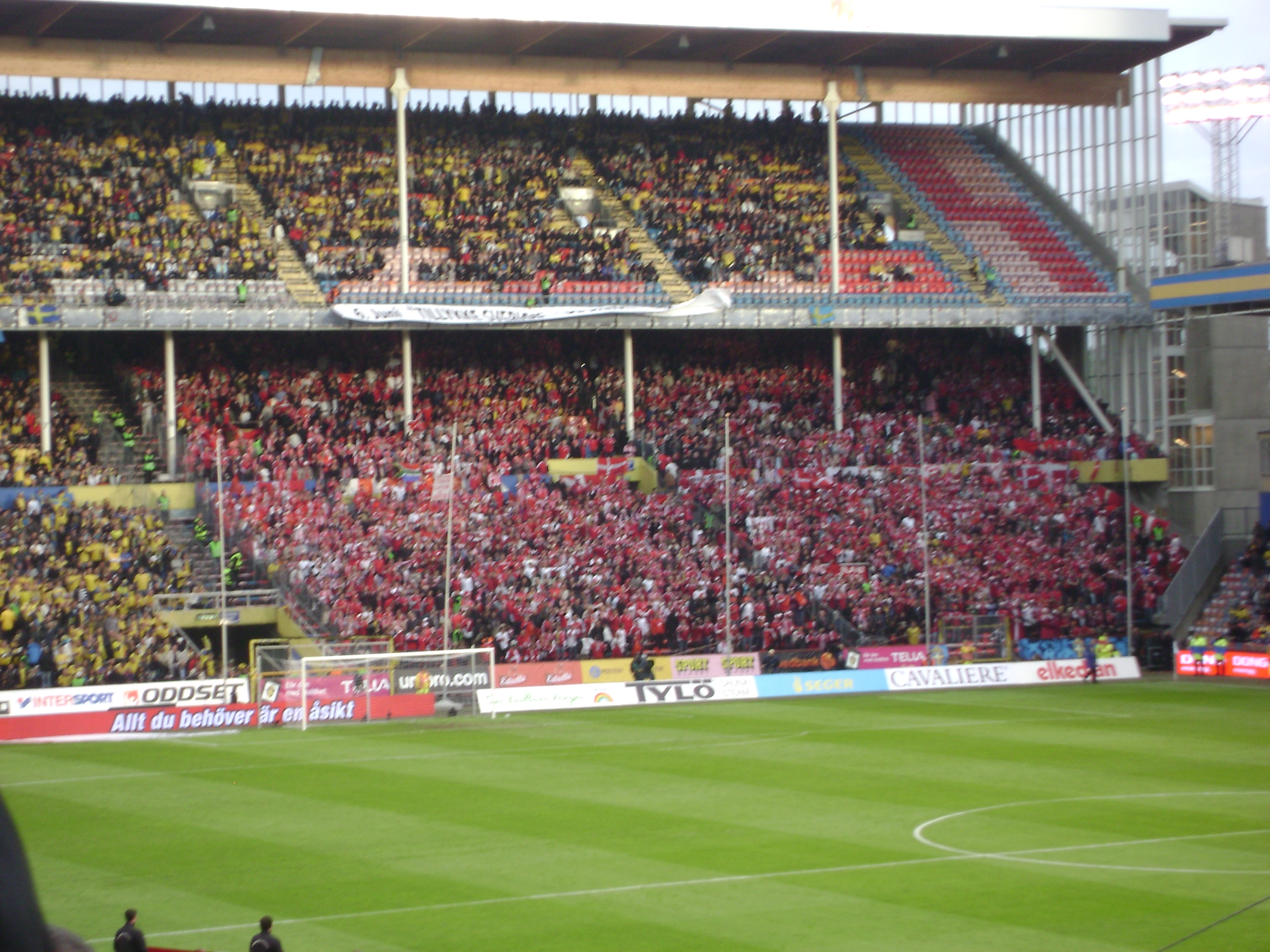
Sverige-Danmark (0-1) i Solna.

| Datum       | Spelplats                           |           |          | Resultat      | Typ av match      | Målskyttar |
| ----------- | ----------------------------------- | --------- | -------- | ------------- | ----------------- | --- |
| 24 januari  | Home Depot Center Carson            | USA       | Sverige  | 3 – 2 Rapport | Träningsmatch     | 1–0 17′ Sacha Kljestan 2–0 39′ Sacha Kljestan (straffspark) 2–1 73′ Daniel Nannskog 3–1 74′ Sacha Kljestan 3–2 89′ Mikael Dahlberg |
| 28 januari  | McAfee Coliseum Oakland             | Mexiko    | Sverige  | 0 – 1 Rapport | Träningsmatch     | 0–1 57′ Alexander Farnerud |
| 11 februari | UPC-Arena Graz                      | Österrike | Sverige  | 0 – 2 Rapport | Träningsmatch     | 0–1 55′ Rasmus Elm 0–2 63′ Kim Källström                                                                                           |
| 28 mars     | Dragão-stadion Porto                | Portugal  | Sverige  | 0 – 0 Rapport | Kval till VM 2010 | |
| 1 april     | Partizan-stadion Belgrad            | Serbien   | Sverige  | 2 – 0 Rapport | Träningsmatch     | 1–0 1′ Nikola Žigić 2–0 82′ Bosko Janković                                                                                         |
| 6 juni      | Råsundastadion Solna                | Sverige   | Danmark  | 0 – 1 Rapport | Kval till VM 2010 | 0–1 22′ Thomas Kahlenberg |
| 10 juni     | Nya Ullevi Göteborg                 | Sverige   | Malta    | 4 – 0 Rapport | Kval till VM 2010 | 1–0 22′ Kim Källström 2–0 52′ Daniel Majstorović 3–0 56′ Zlatan Ibrahimović 4–0 58′ Marcus Berg                                    |
| 12 augusti  | Råsundastadion Solna                | Sverige   | Finland  | 1 – 0 Rapport | Träningsmatch     | 1–0 42′ Johan Elmander |
| 5 september | Ferenc Puskás-stadion Budapest      | Ungern    | Sverige  | 1 – 2 Rapport | Kval till VM 2010 | 0–1 8′ Olof Mellberg 1–1 79′ Szabolcs Huszti (straffspark) 1–2 90+4′ Zlatan Ibrahimović                                            |
| 9 september | Nationalstadion Valletta (Ta’ Qali) | Malta     | Sverige  | 0 – 1 Rapport | Kval till VM 2010 | 0–1 81′ Ian Azzopardi (självmål)                                                                                                   |
| 10 oktober  | Parken Köpenhamn                    | Danmark   | Sverige  | 1 – 0 Rapport | Kval till VM 2010 | 1–0 79′ Jakob Poulsen |
| 14 oktober  | Råsundastadion Solna                | Sverige   | Albanien | 4 – 1 Rapport | Kval till VM 2010 | 1–0 6′ Olof Mellberg 2–0 40′ Marcus Berg 3–0 42′ Olof Mellberg 3–1 56′ Hamdi Salihi 4–1 86′ Anders Svensson                        |
| 18 november | Stadio Dino Manuzzi Cesena          | Italien   | Sverige  | 1 – 0 Rapport | Träningsmatch     | 1–0 26′ Giorgio Chiellini |

## Sveriges målgörare 2009
| 3 mål - Olof Mellberg 2 mål - Marcus Berg - Zlatan Ibrahimović - Kim Källström 1 mål - Mikael Dahlberg - Rasmus Elm - Johan Elmander - Alexander Farnerud - Daniel Majstorović - Daniel Nannskog - Anders Svensson Självmål (för Sverige) - Ian Azzopardi (1) |